# La Villeneuve (Saône-et-Loire)
La Villeneuve is een voormalige gemeente in het Franse departement Saône-et-Loire in de regio Bourgogne-Franche-Comté en telt 213 inwoners (2004). De plaats maakt deel uit van het arrondissement Chalon-sur-Saône.
Tot 1 januari 2015 was La Villeneuve een zelfstandige gemeente. Op die datum werd het met Clux samengevoegd tot de nieuwe fusiegemeente Clux-Villeneuve.

## Geografie
De oppervlakte van La Villeneuve bedraagt 7,4 km², de bevolkingsdichtheid is 28,8 inwoners per km².
De onderstaande kaart toont de ligging van La Villeneuve (Saône-et-Loire) met de belangrijkste infrastructuur en aangrenzende gemeenten.

## Demografie
Onderstaande figuur toont het verloop van het inwonertal (bron: INSEE-tellingen).